# Liječnici bez granica
Liječnici bez granica (fra. Médecins Sans Frontières – MSF, eng. Doctors Without Borders) je međunarodna, humanitarna i nevladina organizacija koja pruža medicinsku pomoć žrtvama oružanih sukoba, epidemija i prirodnih ili ljudski izazvanih katastrofa. Osim toga, ona nudi pomoć svima onima kojima je medicinska njega uskraćena ili teško dostupna zbog geografske udaljenosti, siromaštva ili etničke, političke i bilo koje druge marginalizacije. Poznati su po svojim projektima u ratom zahvaćenim područjima i zemljama u razvoju koje se suočavaju s endemskim oboljenjima.
Organizaciju je osnovala grupa francuskih liječnika 20. prosinca 1971. godine. Sjedište organizacije nalazi se u Ženevi, a svoja predstavništva ima u 20 država.
Svake godine oko 3.000 liječnika, medicinskih sestara, sanitarnih stručnjaka i drugog medicinskog i nemedicinskog osoblja odlazi na različite zadatke širom svijeta. Privatni donatori osiguravaju približno 80 % financijskog fonda organizacije, dok donacije vlada i korporacija osiguravaju ostatak. Na taj način se formira budžet koji godišnje iznosi oko 400 milijuna američkih dolara.
Liječnici bez granica djeluju u više od 70 različitih zemalja, gdje pružaju primarnu zdravstvenu zaštitu, obavljaju operativne zahvate, cijepe stanovništvo, osposobljavaju bolnice i ambulante, provode razne sanitarne i prehrambene programe, obučavaju lokalno stanovništvo i slično. 
Godine 1999. dobili su Nobelovu nagradu za mir, a tri godine ranije i Nagradu za mir u Seulu.

## Vanjske poveznice
Službena stranica organizacije
}